# Porsche 597
Porsche 597 „Jagdwagen” (w tłumaczeniu „samochód myśliwski”) − produkowany w latach 1955−1958 samochód terenowy oparty na podzespołach Porsche 356, stworzony przez Porsche na zamówienie armii RFN (Bundeswehry) w konkursie na pojazd wojskowy. Po przegranym konkursie krótko produkowany w wersji cywilnej. Powstało ok. 71 egzemplarzy tego pojazdu, z czego 49 w wersji cywilnej (konkurs wygrała firma Auto Union samochodem DKW Munga).
Konstrukcyjnie pojazd był pochodną Porsche 356. Napędzany na oś tylną z dołączanym napędem na oś przednią, wyposażony w silnik początkowo w prototypie 1,5 l, potem 1,6 l (1582 ccm), chłodzony powietrzem, umieszczony za osią tylną. Silnik bazował na silniku Porsche 356, lecz miał obniżony stopień sprężania, wodoszczelną obudowę rozdzielacza, inne krzywki wałka rozrządu i gaźniki Zenitha. Prędkość maksymalna oscylowała w okolicach 100 km/h. Nadwozie samonośne, otwarte, początkowo pozbawione drzwi, w końcówce produkcji pojawiały się egzemplarze w nie wyposażone. W przedniej części nadwozia znajdował się odkryty od góry 60-litrowy zbiornik paliwa z dodatkową wnęką z przodu na kanister, oraz umieszczone pionowo we wnęce ściany czołowej nadwozia koło zapasowe.
Obecnie Porsche 597 ma status kolekcjonerski, w 2015 roku wartość wynosiła 150 000 euro.

## Dane techniczne
Źródło:
- Długość: 3600 mm
- Szerokość: 1560 mm
- Wysokość: 1600 mm (z rozłożonym dachem)
- Rozstaw osi: 2000 mm
- Rozstaw kół: 1340/1385 mm (z przodu/tyłu)
- Szerokość wnętrza: 1180 mm
- Masa własna: 1120 kg
- Masa całkowita: 1500 kg
- Ładowność: 380 kg

- Silnik:
  - gaźnikowy, 4-suwowy, 4-cylindrowy bokser, chłodzony powietrzem, umieszczony z tyłu
  - Pojemność skokowa: 1582 cm³
  - Średnica cylindra × skok tłoka: 82,5 × 74 mm
  - Moc maksymalna: 50 KM (37 kW) przy 4200 obr./min
  - Stopień sprężania: ?
  - Maksymalny moment obrotowy: 105 Nm przy 4200 obr./min
- Skrzynia przekładniowa: mechaniczna 5-biegowa, w tym przełożenie terenowe
- Napęd: tylny stały, dołączany przedni

- Hamulce przednie i tylne: bębnowe
- Ogumienie o wymiarach 6,00x16

- Prędkość maksymalna: 100 km/h
- Przyspieszenie: 0-50 km/h - 8 s, 0-100 km/h - 19 s

## Galeria

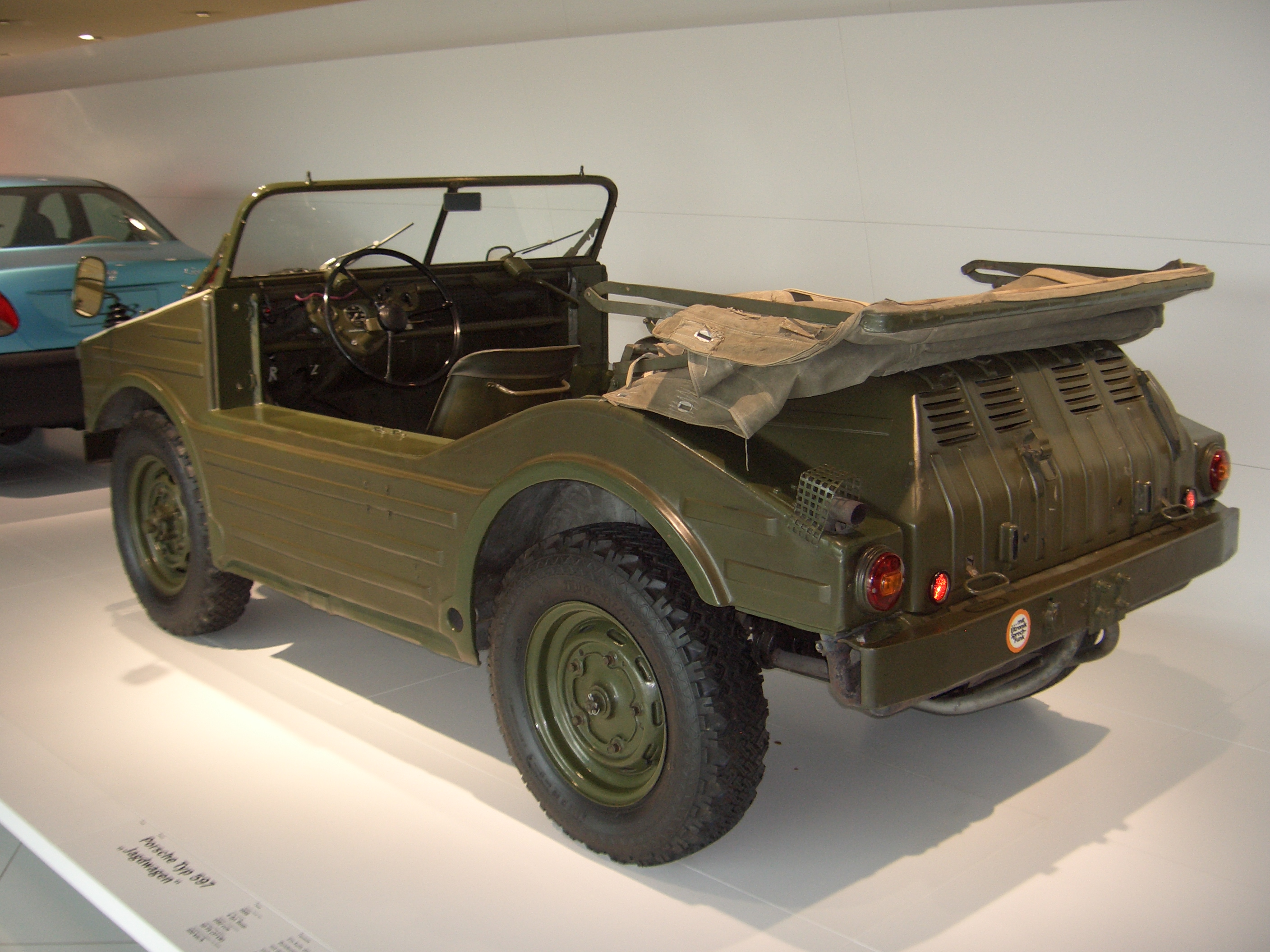
1953 Prototyp terenowego pojazdu wojskowego Porsche 597; tył
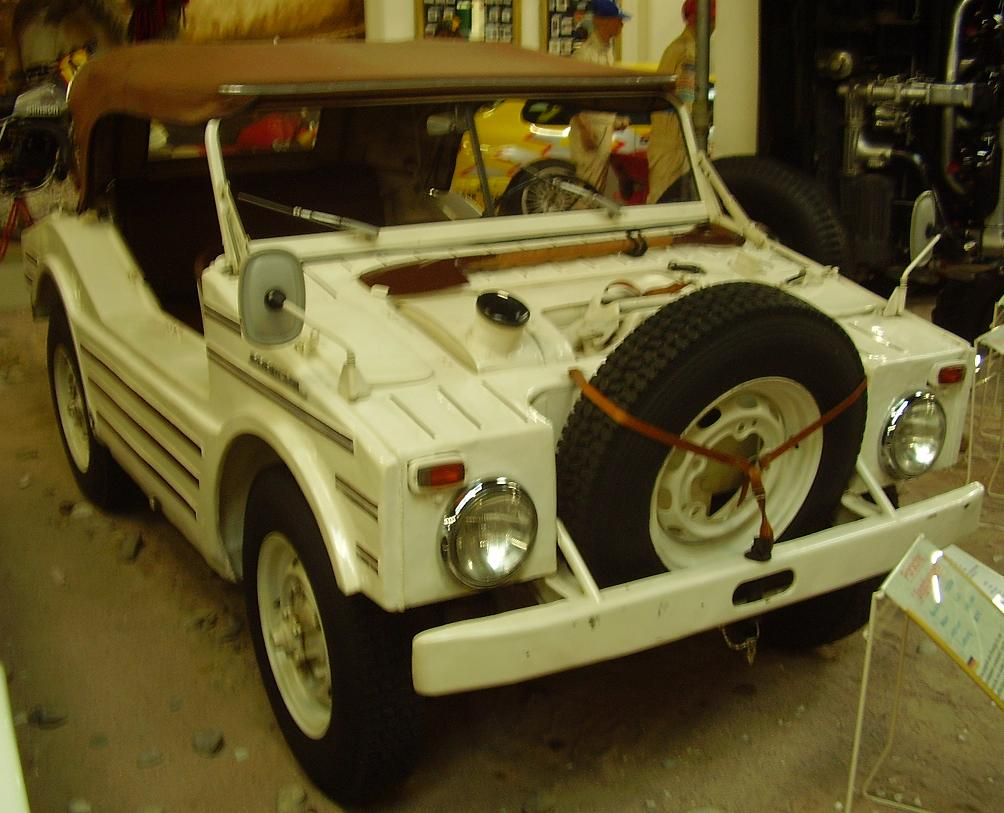
cywilna wersja Porsche 597 Jagdwagen
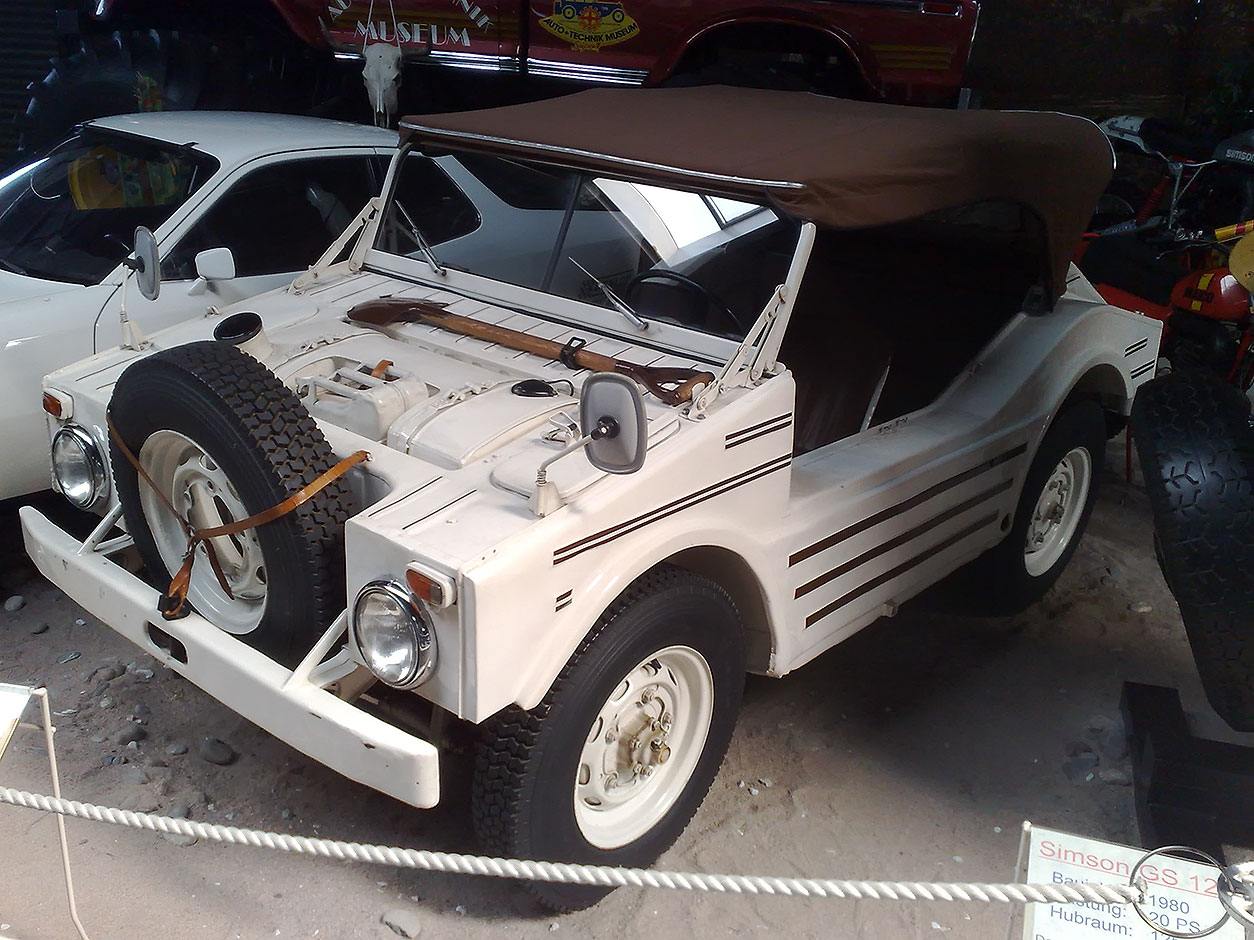
cywilna wersja Porsche 597 Jagdwagen